# Hero Inside
Hero Inside este un serial de televiziune animat pe computer Sud Coreean-Chinezo-Thai-Vietnamez creat și regizat de Joogong Meang, Taewook Hoh, Jeehyun Kim și produs de Million Volt Animation Studios, CJ ENM, Tencent Video și YGG Global.
Premiera în România a avut loc pe 20 ianuarie 2024 pe Cartoon Network (anterior cu un sneak peek pe HBO Max pe 2 decembrie 2023).

## Subiect
Scott, un tânăr din San Francisco pasionat de conturarea portretelor de supereroi, dispare brusc și lasă în urma sa sute de benzi desenate, ce ajung împrăștiate în întregul oraș. Alături de prietenii săi, Mike va găsi aceste benzi desenate, iar când aceștia strigă numele unuia dintre supereroi realizează că, în acest fel, personajele prind viață.

## Dublajul în limba română
Dublajul a fost realizat de Fast Production Film.
- Ștefan Iancu - Mike
- Bogdan Pătrașcu - Nick
- Alin Ciupercă - Crying Man
- Anca Iliese - Lucy
- Mircea Băluță - Dark Knight
- Daniela Piroiu - Mummy Girl
- Nicolae Enescu - Dirk O

Traducerea: Alexandra Spătărelu
Regizor: Magdalena Scuhiu

## Episoade
| Premiera originală | Premiera în România | N/o | Titlu român                                | Titlu englez                                         |
| ------------------ | ------------------- | --- | ------------------------------------------ | ---------------------------------------------------- |
|                    |                     |     |                                            |                                                      |
| PRIMUL SEZON       |                     |     |                                            |                                                      |
|                    |                     |     |                                            |                                                      |
| 03.11.2023         | 20.01.2024          | 01  | Lacrimile Justiției                        | Cry for Justice                                      |
|                    |                     |     |                                            |                                                      |
| 03.11.2023         | 20.01.2024          | 02  | Cea mai Întunecată Noapte                  | The Darkest Night                                    |
|                    |                     |     |                                            |                                                      |
| 03.11.2023         | 20.01.2024          | 03  | Marea Gravitație                           | Great GRAVITY                                        |
|                    |                     |     |                                            |                                                      |
| 03.11.2023         | 20.01.2024          | 04  | Bijuteria Nilului                          | Jewel of the Nile                                    |
|                    |                     |     |                                            |                                                      |
| 03.11.2023         | 20.01.2024          | 05  | Dacă auzi ritmul de disco, înseamnă că vin | When You Hear That Funky Groove, I'm Coming For You! |
|                    |                     |     |                                            |                                                      |
| 03.11.2023         | 20.01.2024          | 06  | Poți să-mi uzi plantele?                   | Can You Water My Plants?                             |
|                    |                     |     |                                            |                                                      |
| 03.11.2023         | 20.01.2024          | 07  | Dă-mi mănușile                             | Give Me My Gloves                                    |
|                    |                     |     |                                            |                                                      |
| 03.11.2023         | 20.01.2024          | 08  | Două zâmbete                               | Two Smiles                                           |
|                    |                     |     |                                            |                                                      |
| 03.11.2023         | 20.01.2024          | 09  | În vârful turnului Coyt                    | Top of Coit Tower                                    |
|                    |                     |     |                                            |                                                      |
| 03.11.2023         | 20.01.2024          | 10  | Revoluția                                  | Revolution                                           |
|                    |                     |     |                                            |                                                      |
| 03.11.2023         | 20.01.2024          | 11  | Răufăcători contra eroi                    | Villains vs Heroes                                   |
|                    |                     |     |                                            |                                                      |
| SEZONUL 2          |                     |     |                                            |                                                      |
|                    |                     |     |                                            |                                                      |
| 25.07.2024         | 02.12.2024          | 12  | Căpșună în direct                          | Strawberry On The Air                                |
|                    |                     |     |                                            |                                                      |
| 25.07.2024         | 02.12.2024          | 13  | Infractorii și Cameleonul                  | Criminals & Chameleon                                |
|                    |                     |     |                                            |                                                      |
| 25.07.2024         | 03.12.2024          | 14  | Interviu de mare impact                    | Hard-Hitting Interview                               |
|                    |                     |     |                                            |                                                      |
| 25.07.2024         | 03.12.2024          | 15  | Cel bun, cel rău, cel jeleu                | The Good, the Bad, and the Jelly                     |
|                    |                     |     |                                            |                                                      |
| 25.07.2024         | 04.12.2024          | 16  | Hoțul monedă                               | Coin Robber                                          |
|                    |                     |     |                                            |                                                      |
| 25.07.2024         | 04.12.2024          | 17  | Indiciile de la Gogoașa Amețită            | Dizzy Donut Clues                                    |
|                    |                     |     |                                            |                                                      |
|                    | 05.12.2024          | 18  | Livrare specială                           | Special Delivery                                     |
|                    |                     |     |                                            |                                                      |
|                    | 05.12.2024          | 19  | Pune mâna pe carte!                        | Get The Book!                                        |
|                    |                     |     |                                            |                                                      |
|                    | 06.12.2024          | 20  | Bătălia de pe pod                          | Battle On The Bridge                                 |
|                    |                     |     |                                            |                                                      |